# Tshikapa

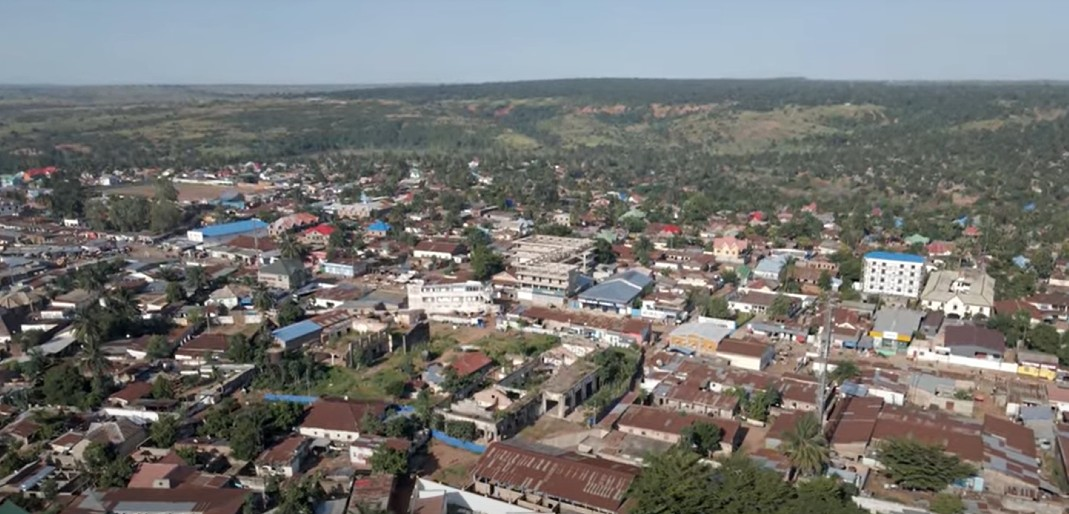
Tshikapa (2022)

Tshikapa ist eine Millionenstadt in der Provinz Kasaï im Südwesten der Demokratischen Republik Kongo. Sie liegt etwa 64 km nördlich der angolanischen Grenze und 193 km westlich der Millionenstadt Kananga. 
Nach einer Veröffentlichung der Universitätsbibliothek Utrecht nahm die Bevölkerung der Stadt von 38.900 Einwohnern im Jahre 1970 auf 180.900 im Jahre 1994 zu. 2016 hatte die Stadt um die 732.000 Einwohner und 2023 schon eine gute Million. Da jedoch der Kongokrieg zu großen Schwankungen in der Bevölkerungszahl geführt hat, können keine genauen aktuellen Angaben gemacht werden. 
Tshikapa war seit seiner Gründung im frühen 20. Jahrhundert bekannt als bedeutender Standort des Diamantabbaus.

## Stadtgliederung
- Dibumba I
- Dibumba II
- Kanzala
- Mabondo
- Mbumba